# Trichostomum persicum
Trichostomum persicum är en bladmossart som beskrevs av Juratzka och Carl August Julius Milde 1870. Trichostomum persicum ingår i släktet lansettmossor, och familjen Pottiaceae. Inga underarter finns listade i Catalogue of Life.